# Langerra longicymbia
Langerra longicymbia là một loài nhện trong họ Salticidae.
Loài này thuộc chi Langerra. Langerra longicymbia được Da-xiang Song & Jian-yuan Chai miêu tả năm 1991.